# ديفيد إي. تالبرت
ديفيد إي. تالبرت (بالإنجليزية: David E. Talbert)‏ هو كاتب مسرحي وكاتب سيناريو أمريكي، ولد في 10 فبراير 1966.

## وصلات خارجية
- الموقع الرسمي
- ديفيد إي. تالبرت على موقع IMDb (الإنجليزية)
- ديفيد إي. تالبرت على موقع قاعدة بيانات الفيلم (الإنجليزية)